# SMS spoofing
SMS spoofing (anglicky SMS spoofing) je relativně nová technologie, která zneužívá službu SMS dostupnou na většině mobilních telefonů a PDA pro rozesílání nevyžádaných zpráv. SMS zprávy jsou odesílány s podvrženým číslem odesílatele, nebo textového identifikátoru SMS.

## Princip SMS spoofingu
SMS Spoofing znamená, že odesilatel manipuluje s adresní informací. To se často provádí pro nastavení správné identity uživatele, který roamuje v cizí síti a odesílá zprávy do domovské sítě. Často jsou tyto zprávy adresovány cílům mimo domovskou síť – s „upraveným“ domovským SMSC, aby bylo možné posílat zprávy do jiných sítí.
Vliv této aktivity je trojí:
1. Domovská síť může způsobit chybné účtování terminačních poplatků za doručení zprávy spolupracujícím partnerům.
2. Tyto zprávy mohou zavdat příčinu k obavám ze strany propojených partnerů. Jejich zákazníci si mohou stěžovat, že jsou obětí spamu, nebo se může jednat o zprávy s politicky citlivým obsahem. propojení partneři mohou vyhrožovat odpojení domovské sítě, pokud nedojde k nápravě. Domovští účastníci by pak nemohli posílat zprávy do těchto sítí.
3. Protože útočníci používají falešné identity pro posílání zpráv, existuje riziko, že tyto identity mohou odpovídat identitě skutečných účastníků. Pak by tito skuteční účastníci byly zpoplatňováni za roaming zpráv, které neposlali. Pokud k této situaci dojde, integrita účtovacího procesu domovského operátora může být narušena, s potenciálně značným dopadem na pověst značky.

K legitimním případům použití SMS spoofingu patří:
1. Odesilatel odesílá SMS zprávu z online počítačové sítě za nižší cenu a kvůli snazšímu zadávání zprávy z lépe ovladatelného většího zařízení. Odesilatel musí nastavit své vlastní číslo, aby se správně identifikoval.
2. Odesilatel nemá mobilní telefon a potřebuje posílat SMS z čísla, které předem poskytl příjemci jako prostředek pro aktivaci účtu.
3. Odesilatel používá implicitní identifikátor síťové brány poskytovaný online službou, aby mohl posílat anonymní SMS zprávy, místo uvedení číslo podle své vlastní volby.
4. Třetí strana pošle zpráva na virtuální číslo, které následně rozešle zprávu jednomu nebo více příjemcům takovým způsobem, že jako ID odesilatele se objeví skutečné číslo odesilatele (místo virtuálního čísla), takže příjemce může na zprávu odpovědět, zavolat zpět, zprávu zatřídit, uložit nebo jinak zpracovat obvyklým způsobem.

SMS spoofing bývá odhalen kvůli zvýšenému počtu SMS chyb, které se objevují během zpracování účtů za telefonní poplatky. Tyto chyby jsou způsobené falešnými účastnickými identitami. Operátoři mohou reagovat blokováním různých zdrojových adres na svých Gateway-MSC, ale útočníci mohou jednoduše měnit adresy, aby tato opatření obešli. Pokud útočníci používají zdrojové adresy ze sítě velkého propojeného partnera, může být neproveditelné blokovat tyto adresy, kvůli potenciálnímu vlivu na normální propojovací služby.

## Legalita
V roce 2007 britský regulátor prémiových cen PhonepayPlus (dříve ICSTIS) uskutečnil veřejnou konzultaci o anonymních SMS, ve které uvedl, že by nebyl proti provozování takové služby. V roce 2008 pak PhonePayPlus zavedl nová pravidla pokrývající anonymní SMS, která vyžadují, aby poskytovatelé anonymních SMS služeb posílali příjemci následně zprávu, která uvádí, že jim byla doručena SMS s pozměněnými informacemi, a zprovoznil telefonní linku pro přijímání stížností.
V Austrálii je posílání anonymních SMS zpráv nezákonné.